# Det lille hus på prærien
 Denne artikel omhandler bogserien. For tv-serien, se Det lille hus på prærien (tv-serie).
Det lille hus på prærien er en serie børnebøger af Laura Ingalls Wilder, den første blev offentliggjort i 1932. Serien er populært kendt som Det lille hus-serien.
Det lille hus-serien er baseret på årtier gamle erindringer om Laura Ingalls Wilders barndomshjem i midtvesten i USA i slutningen af det 19. århundrede. Den mest kendte af bøgerne er Det lille hus på prærien. 
Bøgerne er fortalt i tredje person, men med Laura Ingalls som den centrale figur og hovedperson, og er generelt klassificeret som historisk fiktion i stedet for som selvbiografi, selv om flere af de senere bøger er næsten rent selvbiografiske. 
Laura Ingalls Wilders datter, forfatter og politisk teoretiker Rose Wilder Lane, har bistået sin mor med redigering af hendes værker. Omfanget af datterens engagement og indflydelse på indholdet af bøgerne er udokumenteret, men bøgerne synes skrevet i et effektivt samarbejde mellem mor og datter – hvor Laura skrev bøgerne, og Rose redigerede dem.
Bøgerne er jævnligt blevet genoptrykt, siden deres første offentliggørelse af Harper & Brothers, og betragtes som klassikere i amerikansk børnelitteratur. De forbliver meget læste. Selvom Wilder først ret sent i sit liv begyndte at skrive bøgerne, nåede hun alligevel af få økonomisk glæde af dem for sig selv og sin familie.
Serien er blevet filmatiseret som en ligeledes populær tv-serie. 
- Wikimedia Commons har flere filer relateret til Det lille hus på prærien

| Bog | Spire Denne artikel om bøger og tidsskrifter er en spire som bør udbygges. Du er velkommen til at hjælpe Wikipedia ved at udvide den. |